# Autorail FIAT M4
Les FIAT M4 sont des autorails à moteur diesel pour voies étroites, dérivés des autorails Fiat ALn 663 et Fiat ALn 668, conçus par Fiat Ferroviaria et construits par Ferrosud pour le transport local des voyageurs sur les réseaux secondaires à écartement étroit de Calabre, Pouilles et Basilicate entre 1987 et 1998.
Ces matériels ont progressivement secondé puis remplacé les anciens autorails Breda M2 construits dans les années 1950.
Cette gamme d'autorails se compose de 4 séries : série 300 - première des 4 séries, 15 exemplaires type Fiat 7299 ont été construits spécifiquement pour les FCL, Chemins de fer Calabro-Lucanes splittés en FC - Chemins de fer de Calabre et FAL - Chemins de fer Appulo-Lucanes en 1989, deux entreprises publiques dépendant des Régions. Ces autorails, mis en service en novembre 1987, ont assuré le transport des voyageurs entre Bari et Altamura en rame de 3 motrices et deux remorques ; série 350 - dernière livrée de la gamme en 1998 avec 12 exemplaires spécifiques pour les FAL, destinés à circuler uniquement en rames de 2 motrices ou avec une ou deux remorques à placer entre les motrices. Ces rames, contrairement aux modèles standards, sont communicantes. Pour cette raison, les motrices ne disposent que d'un seul moteur Fiat-Iveco. L'aménagement intérieur de ces rames diffère également des versions standard avec une destination interurbaine ; série 350c - 10 exemplaires type Fiat 72340 à crémaillère, 2 construits en 1991 et 8 en 1996 pour les FC afin de relier la ville de Cosenza à Catanzaro Lido sur la mer Ionienne. Cette ligne, longue de 110 km a la particularité de comporter un tracé très riche en ouvrages d'art, ponts, viaducs et tunnels mais également un tronçon de 2 km avec une pente raide de 102 ‰ (102 pour mille) où seule une crémaillère peut permettre à un train de circuler ; et série 400 - Après avoir démontré une fiabilité à toute épreuve avec les autorails Fiat M4.350c à crémaillère, les FC voulurent remplacer l'intégralité de leurs anciens autorails Breda M2 série 120 des années 1950. Ils commandèrent directement à Fiat Ferroviaria 8 exemplaires M4.400 type Fiat 7299 en 1996.

## Histoire

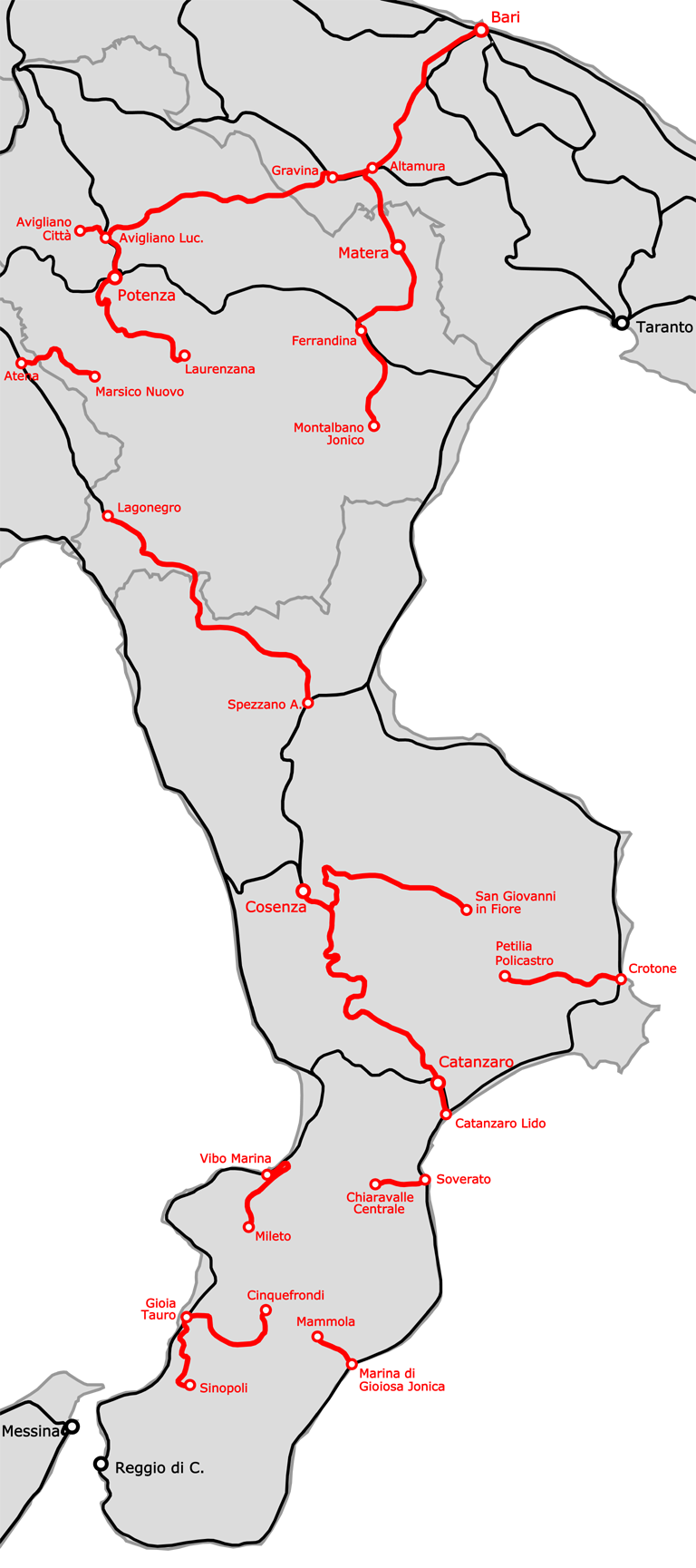
Réseau des FCL - Chemins de fer Calabro-Lucanes en 1960

À la fin des années 1980, la compagnie ferroviaire à voie étroite du Sud de l'Italie, les Ferrovie Calabro Lucane qui devaient être divisées en Ferrovie della Calabria (FC) et Ferrovie Appulo-Lucane (FAL), engagea le remplacement progressif des anciens autorails obsolètes Breda M2 série 200 construits par Breda Costruzioni Ferroviarie dans les années 1950. Ce fut son concurrent Fiat Ferroviaria qui fut choisi et qui mis au point les matériels roulants codifiés Fiat M4, dérivés des très réputées séries Fiat ALn 663 et Fiat ALn 668. La construction de ces autorails a été confiée en sous-traitance, aux ateliers locaux de la société Ferrosud de Matera.
Pour la caisse de ces autorails, Fiat Ferroviaria a repris la même ligne carrée que celle mise au point pour les 15 remorques en cours de construction par Ferrosud pour les FCL, immatriculées RA 4001 à 4015. Dans un premier temps, en 1983, seuls 4 autorails FIAT M4 ont été commandés avec une option pour 2 autres. Une commande pour une variante de 4 unités avec crémaillère débrayable était envisagée pour la ligne Cosenza-Catanzaro Lido.
En 1986, le constructeur Ferrosud a obtenu une commande complémentaire pour 4 autorails plus une option pour 3 autres en complément des 6 en cours de construction. De cette première série de 15 unités, baptisée "300", 6 furent livrées en 1987 affectées au dépôt FCL de Bari, et furent mises en service en novembre de la même année en rame avec les remorques RA 4000. Ces matériels ont été transférés aux FAL après la scission des FCL.
Les autorails FIAT M4 ont connu immédiatement un beau succès, avec une fiabilité remarquable et une grande robustesse, remplaçant sans regret les anciens modèles M2.
En 1993, les FAL ont fait réaliser par les ateliers Fiore de Caserta un prototype reconditionné des autorails M2 137R et 144R, avec une caisse ne comportant qu'une seule cabine de conduite pour former une rame indissociable permanente baptisé AMS 801. La rame prototype remportant l'avis favorable des utilisateurs, les FAL passèrent commande d'une variante identique de 12 autorails pour former 6 rames doubles, mono-cabines, qui seront immatriculées FAL M4.351 à 362. Les rames étaient composées des motrices en extrémité avec 1 ou 2 remorques au centre. Ces rames ont assuré les liaisons à partir de 1999.
Les FC - Ferrovie della Calabria ont reçu les 2 unités de la première commande avec crémaillère débrayable immatriculées M4.350c (où "c" signifie crémaillère), en novembre 1991 qui ont été mises en service en janvier 1992. Les exemplaires commandés ensuite ont été mis en service en 1996.
À partir de 1997, les 8 premiers exemplaires de la série M4.400 ont été livrés aux FC.
À partir de 2004, les FC ont ajouté la climatisation sur les autorails M4.350 pour améliorer le confort des passagers mais avec le blocage des fenêtres.
A la lecture du bilan d'exploitation de ces matériels après presque 30 ans, il apparaît qu'ils présentent un état structurel général encore de très bonne qualité malgré une utilisation sur des lignes particulièrement difficiles avec des courbes nombreuses et serrées, des pentes importantes et une fréquentation soutenue. Aucun autorail n'a connu de panne importante et la maintenance n'a pas été onéreuse, comparée aux anciens M2. De plus, les matériels neufs étrangers acquis au début des années 2000 ont connu d'innombrables pannes et les FC durent remettre sur ces lignes difficiles ces anciens autorails qui, grâce à leur qualité de construction et leur fiabilité continuent encore en 2019 à assurer le service quotidien.

## Technique
Les autorails FIAT M4 pour voies étroites reprennent en grande partie les composants mécaniques des autorails standards des autorails qui ont alimenté principalement les compagnies italiennes de chemin de fer comme les FS, les autorails Fiat ALn 663 et Fiat ALn 668, du point de vue esthétique avec une caisse très carrée et anguleuse et un aménagement intérieur identique à celui des versions originales des ALn 663. Il est fréquent de trouver des éléments marqués "Ferrovie dello Stato - FS" à bord de ces matériels roulants. (NDR : en Italie, jusqu'en 2000, les matériels roulants étaient de conception des FS qui les faisaient construire par les constructeurs nationaux comme Fiat Ferroviaria, OM, Breda C.F., Ansaldo ou quelques autres...) C'était un choix partagé par les FS afin de facilité la maintenance et uniformiser au mieux les pièces de rechange (problème qui avait causé beaucoup d'inconvénients avec les anciens autorails M2 et qui, de nos jours, recommence avec la propriété industrielle de ces composants par les constructeurs étrangers indépendants).

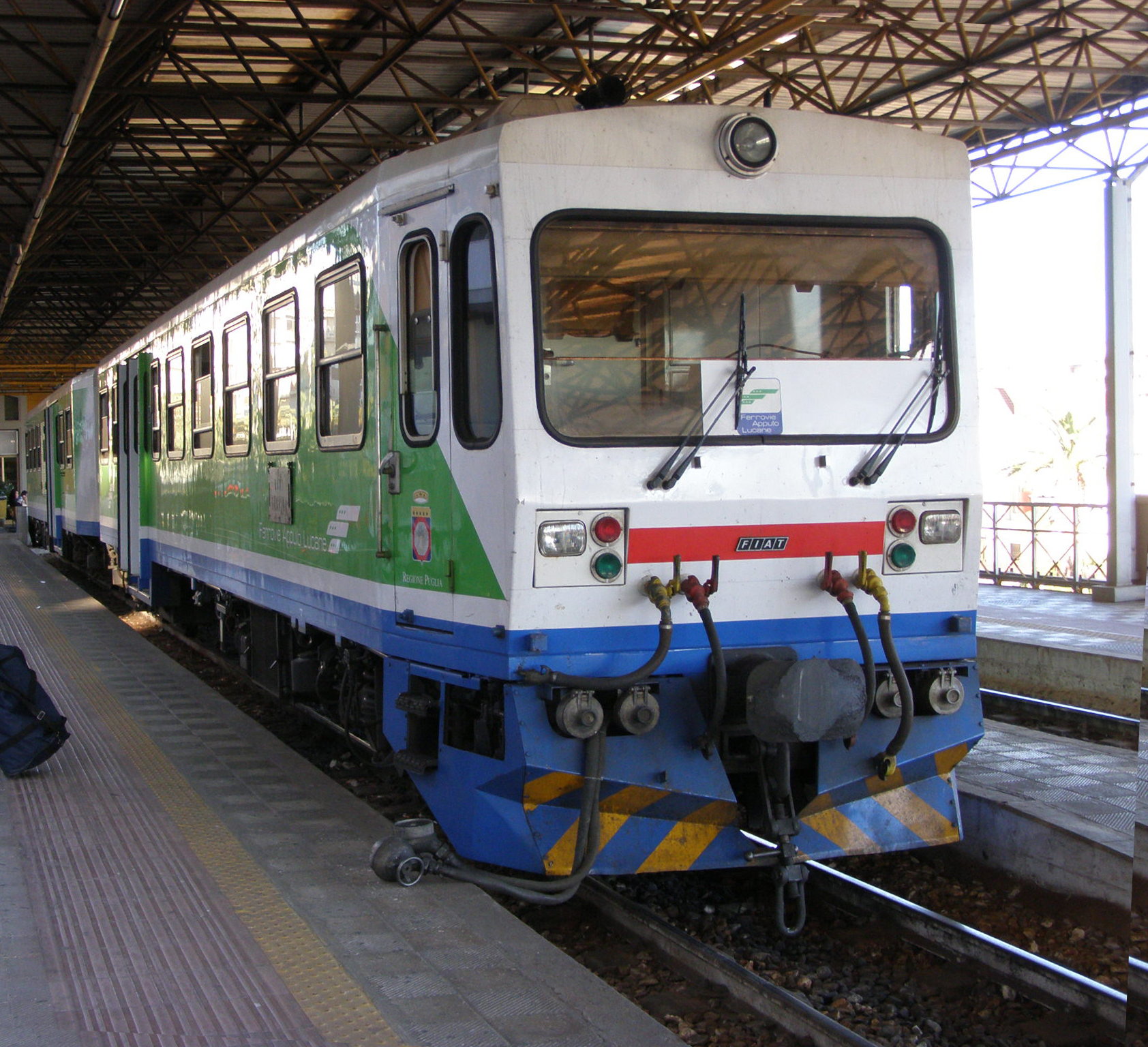
Détail du tampon central autorail Fiat M4.352

L'autorail, conçu pour les voies étroites de 950 mm, a une disposition d'origine des essieux B'-B' ce qui lui permet de rouler sans encombre même dans les tronçons les plus accidentés des voies ferrées. L'énergie est délivrée par deux moteurs Fiat-Iveco à 6 cylindres à plat, placés entre les essieux des bogies, tandis que dans la variante "350c", à crémaillère débrayable, la traction par la roue motrice dentée est placée à hauteur des essieux d'extrémité 1 et 4. La transmission est mécanique avec une boîte de vitesses à 5 rapports et joint hydraulique, comme sur les autorails des FS. Comme tous les matériels à voie étroite, les autorails et remorques ne sont équipés que d'un seul tampon central.

### Remorques et composition des rames
Les autorails FIAT M4 peuvent être couplés en multiples avec un maximum de 2 motrices (M + M) avec un seul conducteur, en multiple avec 3 ou 4 motrices mais avec deux machinistes (M + M)+(M + M). Chaque motrice peut traîner deux remorques (M + R + R). Les rames longues ont été le plus souvent composées d'une motrice à chaque extrémité et 4 remorques centrales (M + R + R + R + R + M). 
Les FIAT M4.350 disposent de caractéristiques différentes. Elles peuvent circuler en unités multiples (UM) de 4 avec un seul machiniste. Si les autres séries ne sont pas communicants, la série M4.350 le peut entre motrices et entre motrice et remorques.

## Les modèles dérivés
La Société régionale de transport sarde - ARST possède des autorails ADe 90 construits par Breda C.F. et très semblables aux FIAT M4 des FAL et FC. Ces autorails sont en fait très différents au niveau traction puisque ce sont des autorails diesel-électriques.
Les autorails ADe 20 de la Ferrovia Circumetnea, construits par ITIN-Italimprese Industrie, ont de très nombreux points communs avec les FIAT M4, l'esthétique des caisses mais la partie mécanique et l'aménagement intérieur.

## Capacité
Chaque autorail comporte 52 places assises en 2ème classe réparties en deux compartiments, de chaque côté des portes d'accès centrales. Les remorques comportent 57 places assises.

## Galerie

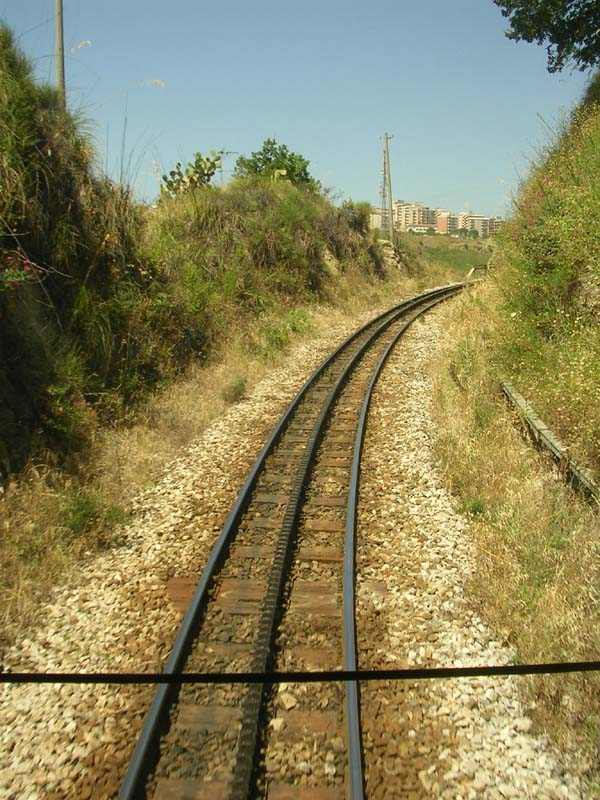
Tronçon à crémaillère de la ligne Cosenza-Catanzaro Lido
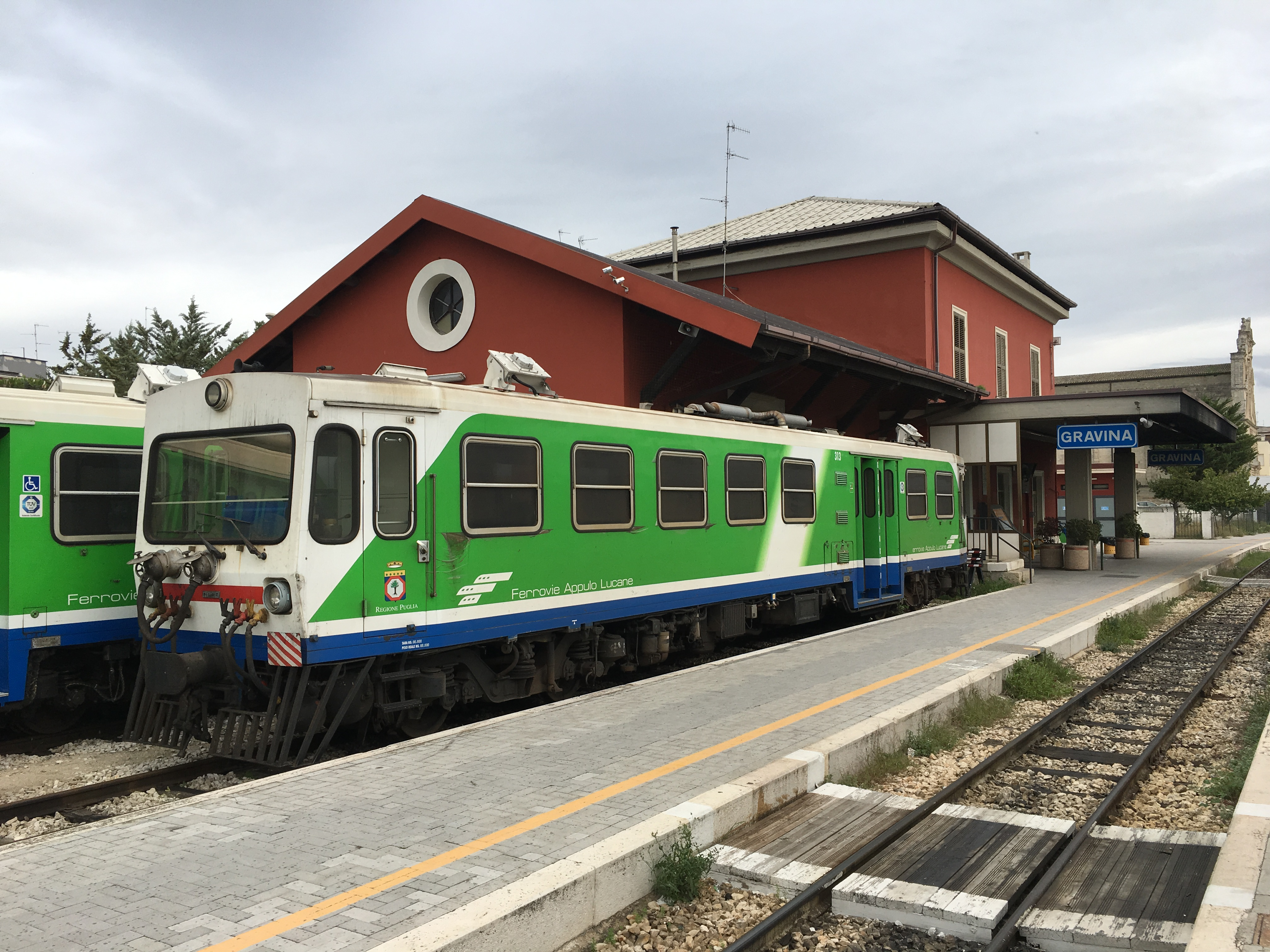
Autorail M4.313 des FAL en gare de Gravina
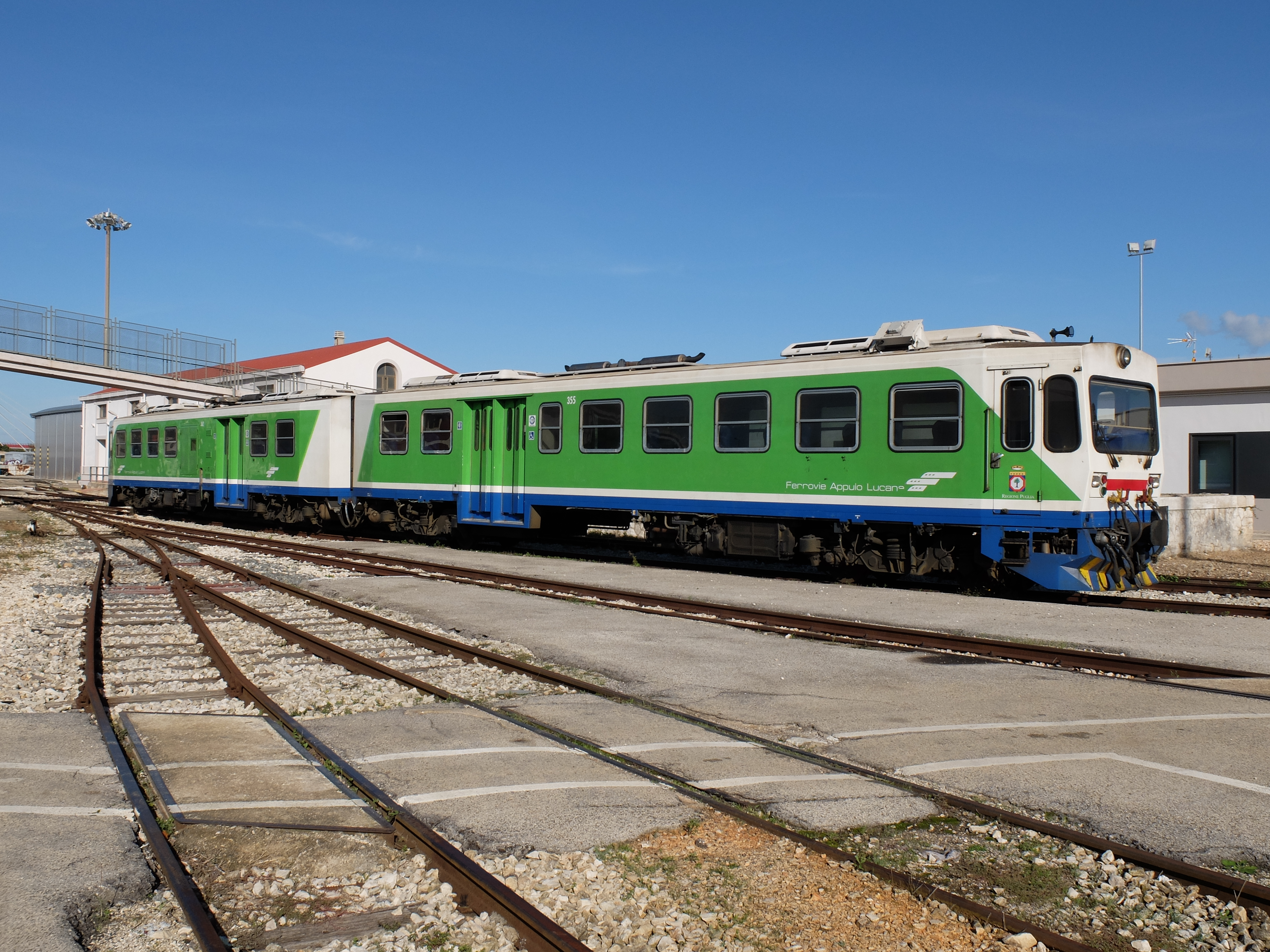
Rame double M4.355 des FAL à Bari Salo
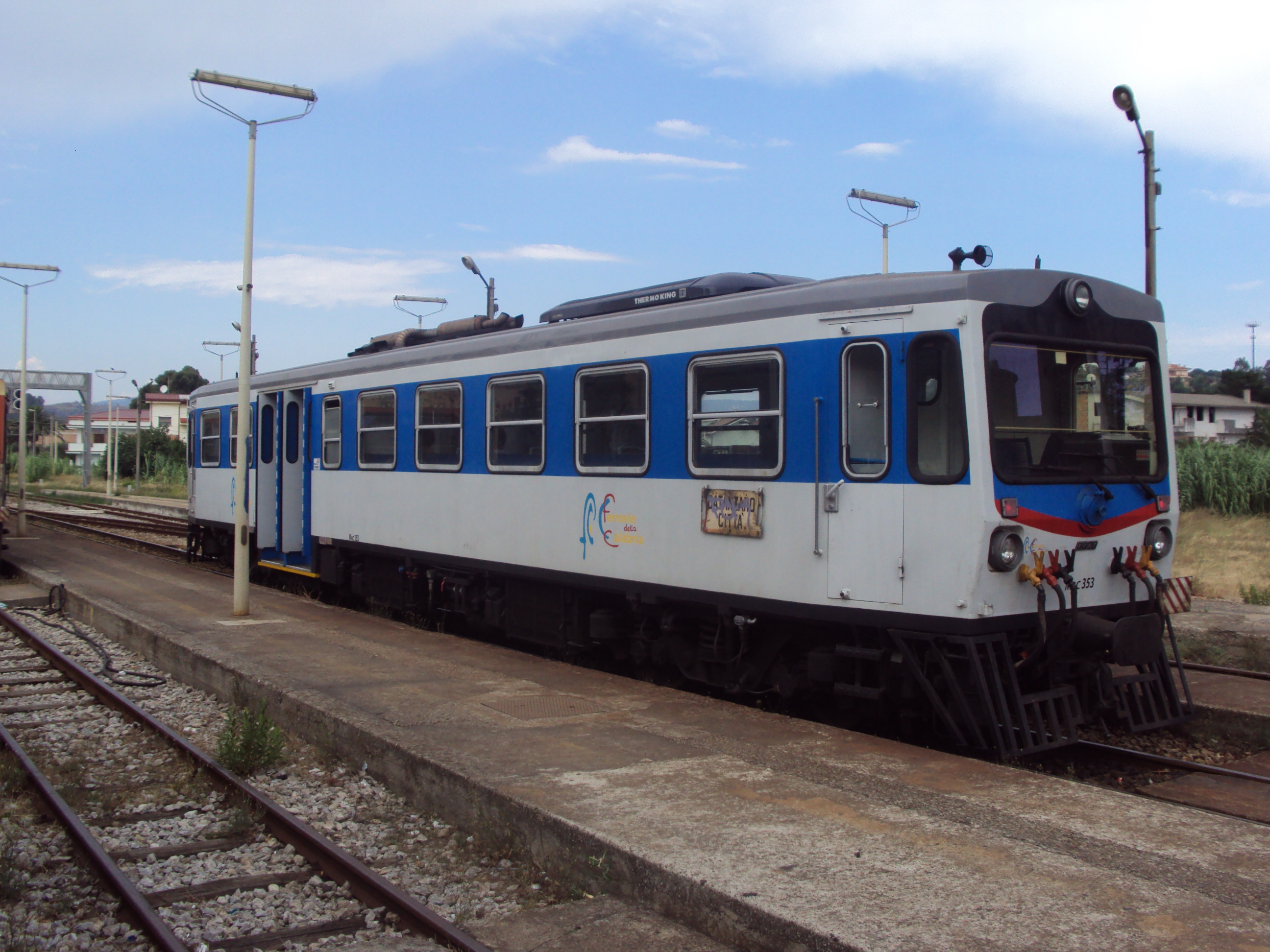
Autorail à crémaillère M4c.353 des FC à Catanzaro Lido
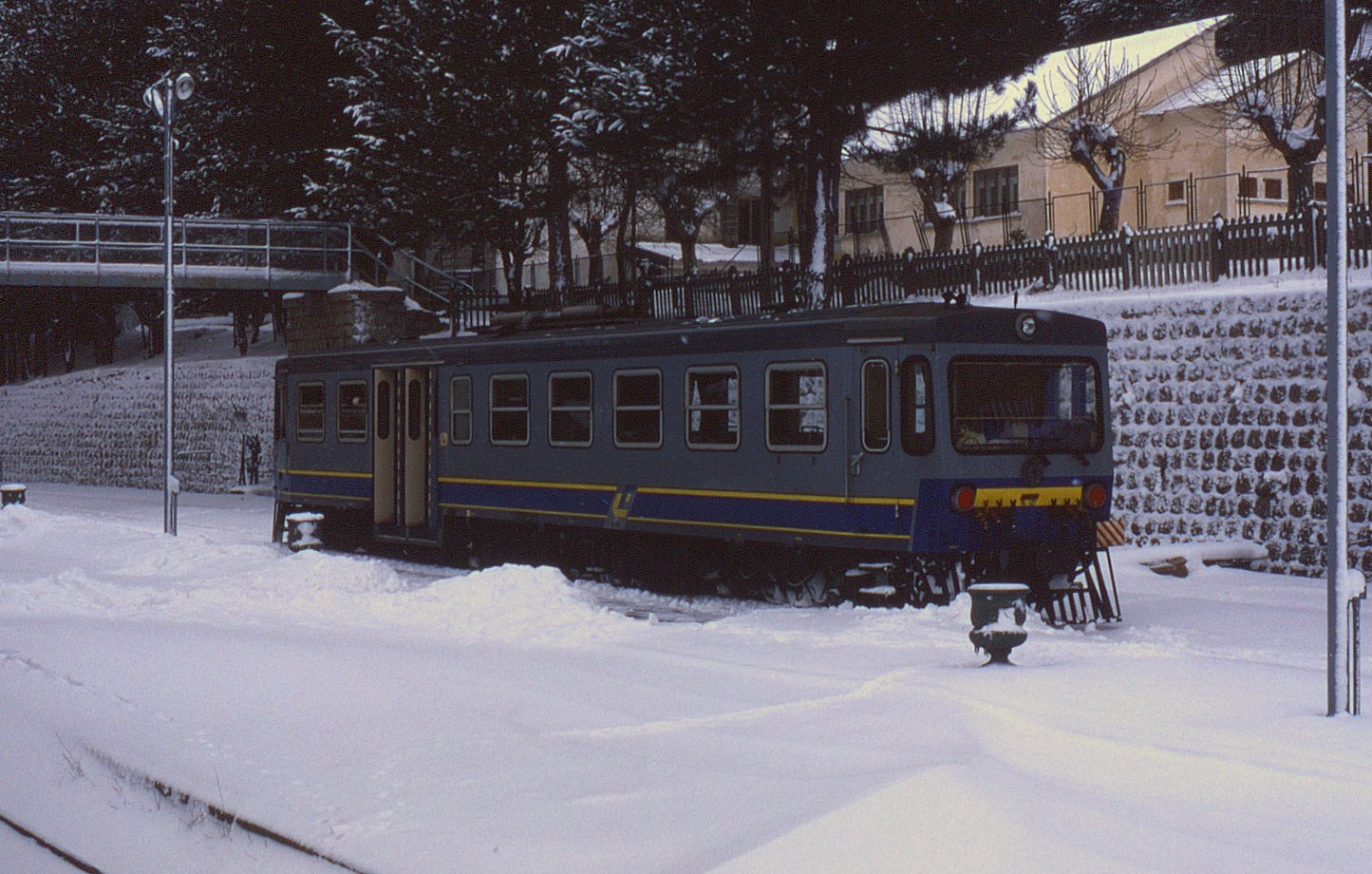
Autorail M4.401 des FC à Camigliatello Silano (janvier 1998)
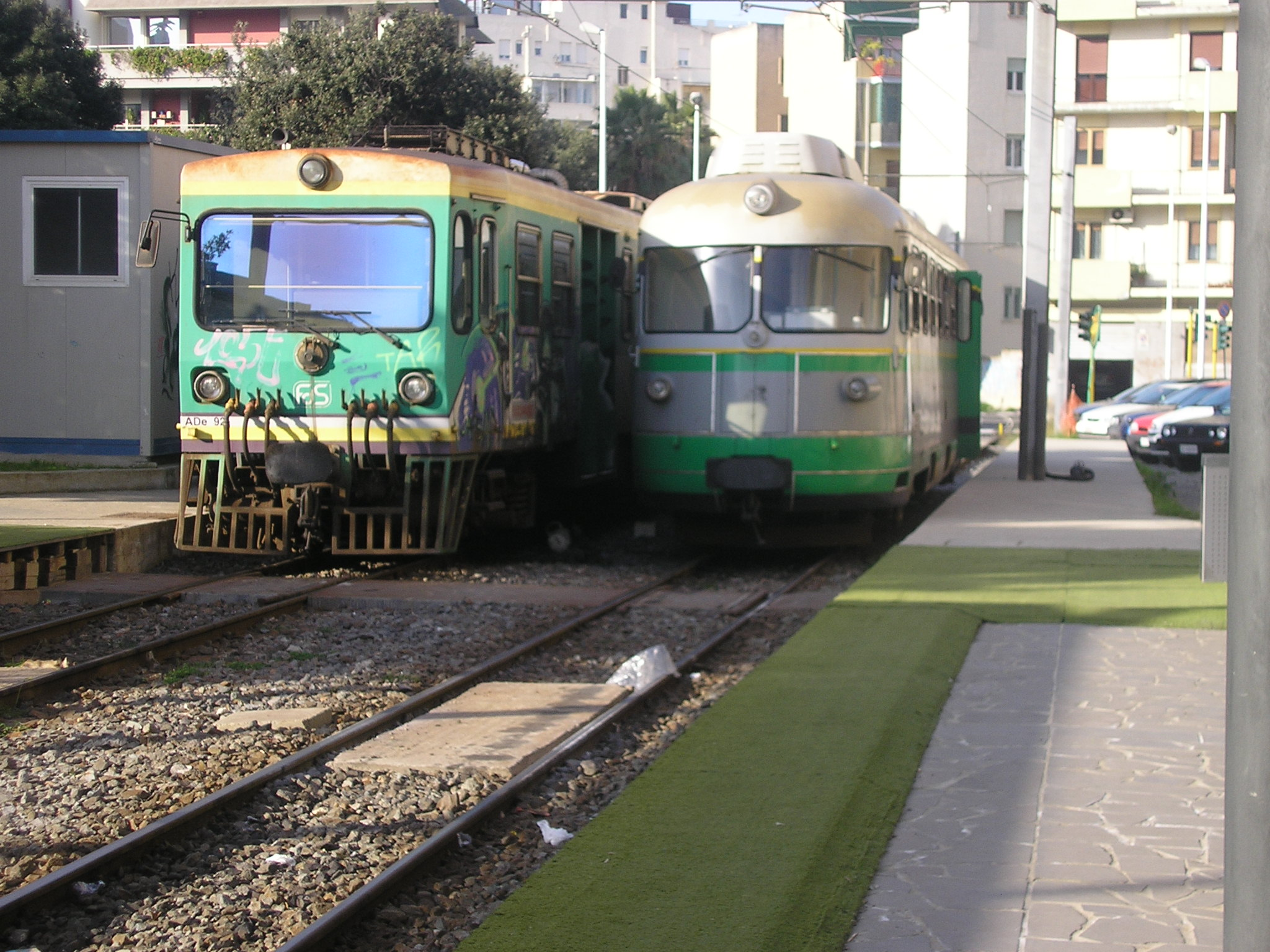
Un autorail ADe 90 à gauche et un ancien autorail ADe 20 à droite en gare de Largo Gennari de Cagliari en Sardaigne en 2008